# Функція внеску
У статистиці вне́сок, фу́нкція вне́ску, або ефекти́вний вне́сок (англ. score, score function, efficient score, informant) показує, наскільки чутливо функція правдоподібності {\displaystyle L(\theta ;X)} залежить від свого параметру {\displaystyle \theta }. В явному вигляді внесок {\displaystyle \theta } є градієнтом логарифмічної правдоподібності по відношенню до {\displaystyle \theta }.
Внесок відіграє важливу роль у деяких аспектах висновування. Наприклад:
- у формулюванні статистики критерію(інші мови) для локально найпотужнішого критерію;[3]
- у наближенні похибки в оцінці максимальної правдоподібності;[4]
- у показуванні асимптотичної достатності оцінки максимальної правдоподібності;[4]
- у формулюванні довірчих інтервалів;[5]
- у показуваннях нерівності Крамера — Рао.[6]

Функція внеску також відіграє важливу роль в обчислювальній статистиці, оскільки вона може грати певну роль в обчисленні оцінок максимальної правдоподібності.

## Визначення
Функція внеску, або ефективний внесок, — це градієнт (вектор часткових похідних) по відношенню до деякого параметру {\displaystyle \theta } логарифму (зазвичай, натурального логарифму) функції правдоподібності (логарифмічної правдоподібності). Якщо спостереженням є {\displaystyle X}, а його правдоподібністю є {\displaystyle L(\theta ;X)}, то внесок {\displaystyle V} може бути знайдено за допомогою ланцюгового правила:
{\displaystyle V\equiv V(\theta ,X)={\frac {\partial }{\partial \theta }}\log L(\theta ;X)={\frac {1}{L(\theta ;X)}}{\frac {\partial L(\theta ;X)}{\partial \theta }}.}
Таким чином, внесок {\displaystyle V} показує чутливість {\displaystyle L(\theta ;X)} (її похідну, нормалізовану за її значенням). Зауважте, що {\displaystyle V} є функцією від {\displaystyle \theta } та спостереження {\displaystyle X}, отже, взагалі кажучи, він не є статистикою. Проте в деяких застосуваннях, таких як перевірка внеску, внесок оцінюється на певному значення {\displaystyle \theta } (такому як значення нульової гіпотези, або оцінка максимальної правдоподібності {\displaystyle \theta }), і в такому випадку результатом є статистика.
У старій літературі для позначення внеску по відношенню до нескінченно малого перенесення заданої густини може застосовуватися термін «лінійний внесок» (англ. linear score). Цей звичай походить з того часу, коли основним параметром, що становив інтерес, було середнє значення або медіана розподілу. В цьому випадку правдоподібність спостереження задається густиною вигляду {\displaystyle L(\theta ;X)=f(X+\theta )}. Тоді «лінійний внесок» визначається як
{\displaystyle V_{\rm {linear}}={\frac {\partial }{\partial X}}\log f(X)}

## Властивості

### Середнє значення
За деяких умов закономірності, математичне сподівання {\displaystyle V} по відношенню до спостереження {\displaystyle x} за умови істинності параметру {\displaystyle \theta }, що записується як {\displaystyle \mathbb {E} (V\mid \theta )}, є нульовим. Щоби побачити це, перепишімо функцію правдоподібності L як функцію густини ймовірності {\displaystyle L(\theta ;x)=f(x;\theta )}. Тоді
{\displaystyle {\begin{aligned}\mathbb {E} (V\mid \theta )&=\int _{-\infty }^{+\infty }f(x;\theta ){\frac {\partial }{\partial \theta }}\log L(\theta ;X)\,dx=\int _{-\infty }^{+\infty }{\frac {\partial }{\partial \theta }}\log L(\theta ;X)f(x;\theta )\,dx\\[6pt]&=\int _{-\infty }^{+\infty }{\frac {1}{f(x;\theta )}}{\frac {\partial f(x;\theta )}{\partial \theta }}f(x;\theta )\,dx=\int _{-\infty }^{+\infty }{\frac {\partial f(x;\theta )}{\partial \theta }}\,dx\end{aligned}}}
Якщо дотримуються певні умови диференційовності (див. Формула Лейбніца), то цей інтеграл може бути переписано як
{\displaystyle {\frac {\partial }{\partial \theta }}\int _{-\infty }^{+\infty }f(x;\theta )\,dx={\frac {\partial }{\partial \theta }}1=0.}
Варто перевикласти отриманий вище результат словами: математичне сподівання внеску є нульовим. Таким чином, якщо потрібно було повторювано брати проби з деякого розподілу, і повторювано обчислювати внесок, то при наближенні числа повторюваних проб до нескінченності середнє значення цих внесків прямуватиме до нуля.

### Дисперсія
Дисперсія внеску відома як інформація за Фішером, і записується як {\displaystyle {\mathcal {I}}(\theta )}. Оскільки математичне сподівання внеску є нульовим, її може бути записано як
{\displaystyle {\mathcal {I}}(\theta )=\mathbb {E} \left\{\left.\left[{\frac {\partial }{\partial \theta }}\log L(\theta ;X)\right]^{2}\right|\theta \right\}.}
Зауважте, що визначена таким чином інформація за Фішером не є функцією будь-якого конкретного спостереження, оскільки випадкову змінну {\displaystyle X} було усереднено. Це поняття інформації є корисним при порівнянні двох методів спостереження деякого випадкового процесу.

## Приклади

### Процес Бернуллі
Розгляньмо процес Бернуллі з A успіхами та B невдачами; ймовірністю успіху є θ.
Тоді правдоподібністю L є
{\displaystyle L(\theta ;A,B)={\frac {(A+B)!}{A!B!}}\theta ^{A}(1-\theta )^{B},}
таким чином, внеском V є
{\displaystyle V={\frac {1}{L}}{\frac {\partial L}{\partial \theta }}={\frac {A}{\theta }}-{\frac {B}{1-\theta }}.}
Тепер ми можемо перевірити, що математичне сподівання внеску є нульовим. Зауважуючи, що математичним сподіванням A є nθ, а математичним сподіванням B є n(1 − θ) [пригадаймо, що A та B є випадковими змінними], ми можемо побачити, що математичним сподіванням V є
{\displaystyle E(V)={\frac {n\theta }{\theta }}-{\frac {n(1-\theta )}{1-\theta }}=n-n=0.}
Ми можемо також перевірити й дисперсію {\displaystyle V}. Нам відомо, що A + B = n (таким чином, B = n − A), і що дисперсією A є nθ(1 − θ), таким чином, дисперсією V є
{\displaystyle {\begin{aligned}\operatorname {var} (V)&=\operatorname {var} \left({\frac {A}{\theta }}-{\frac {n-A}{1-\theta }}\right)=\operatorname {var} \left(A\left({\frac {1}{\theta }}+{\frac {1}{1-\theta }}\right)\right)\\&=\left({\frac {1}{\theta }}+{\frac {1}{1-\theta }}\right)^{2}\operatorname {var} (A)={\frac {n}{\theta (1-\theta )}}.\end{aligned}}}

### Модель із двійковим виходом
Для моделей з двійковими виходами (Y = 1 або 0) внесок моделі може оцінюватися за допомогою логарифму передбачень
{\displaystyle S=Y\log(p)+(1-Y)(\log(1-p))}
де p є ймовірністю в оцінюваній моделі, а S є внеском.

## Застосування

### Внесковий алгоритм
Детальніші відомості з цієї теми ви можете знайти в статті Внесковий алгоритм.
Внесковий алгоритм (англ. scoring algorithm) — це ітеративний метод чисельного визначення статистичної оцінки максимальної правдоподібності.

### Перевірка внеску
Детальніші відомості з цієї теми ви можете знайти в статті Перевірка внеску.